# متحف كلنتن الإسلامي
متحف كلنتن الإسلامي هو متحف إسلامي في كوتا بهارو، كلنتن في ماليزيا.

## التاريخ

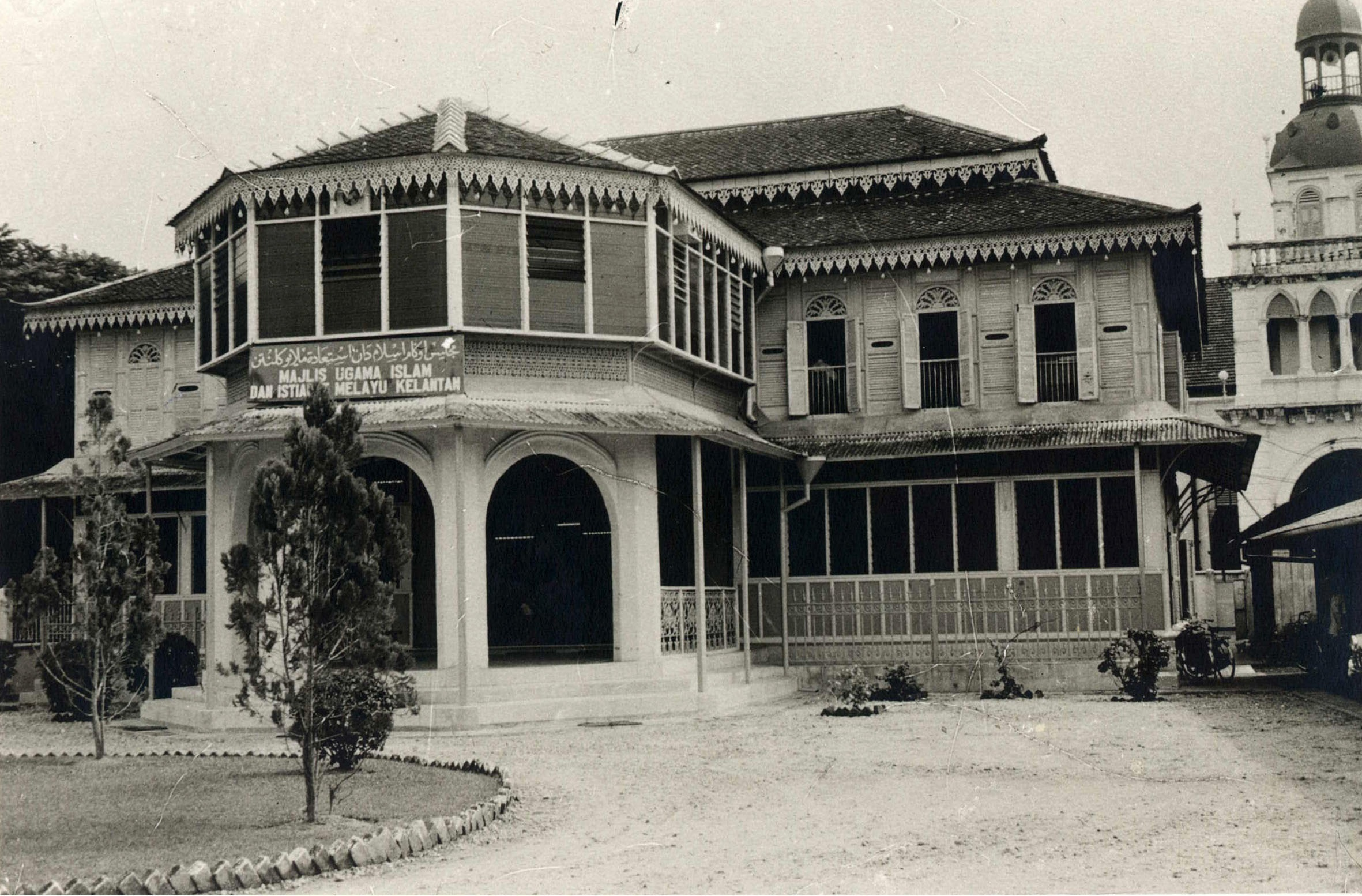

استخدم مبنى المتحف ليكون المقر الرسمي لرئيس الوزراء حسن محمد صالح. المبنى أيضا استخدم لإيواء المجلس الإسلامي في كلنتن من عام 1917 إلى عام 1990. وبعد ذلك تم تجديده وتحويله إلى المتحف الذي افتتح في 11 تشرين الثاني / نوفمبر 1991 من قبل سلطان كلنتن إسماعيل بيترا.

## العمارة
بني المتحف المؤلف من طابقين من الخشب مع الخط الإسلامي من آيات من القرآن الكريم. للمتحف طابقين اثنين حيث الطابق السفلي يضم المتحف والطابق العلوي يضم مكتبة. مبنى المتحف يشبه المسجد.

## المعارض
يعرض المتحف جذور الإسلام في كلنتن من مختلف التحف والنقوش والوثائق.

## وقت الافتتاح
المتحف يفتح يوميا من 8.30 صباحا إلى الساعة 4.45 مساءا ما عدا الجمعة.